# Béli
Béli är ett vattendrag i Kamerun.   Det ligger i regionen Adamaouaregionen, i den centrala delen av landet, 300 km norr om huvudstaden Yaoundé.